# 10e étape du Tour de France 1998
Pour un article plus général, voir Tour de France 1998.
La dixième étape du Tour de France a eu lieu le 21 juillet 1998 entre Pau et Luchon avec 196,5 km de course disputés sur un parcours de haute montagne.

## Récit
La première grande étape de montagne de ce Tour de France offre un parcours classique aux coureurs avec 4 grands cols pyrénéens : le col d'Aubisque, le col du Tourmalet, le col d'Aspin et le col de Peyresourde avant une descente de 15 km vers Luchon.
Rodolfo Massi remporte cette étape prestigieuse en prenant part à une échappée dès le col d'Aubisque. Accompagné par Cédric Vasseur et Alberto Elli pendant une bonne partie de l'étape, il s'isole en tête de la course dans le col de Peyresourde et ne sera plus rejoint.
Du côté des favoris à la victoire finale, Laurent Jalabert est le premier à tenter sa chance en accélérant à plusieurs reprises peu avant le col d'Aspin. Mais tout se joue dans le col de Peyresourde où Jan Ullrich se place en tête de peloton et accélère, provoquant une sélection impitoyable. Parmi les quelques coureurs qui résistent dans sa roue, un seul a les moyens de contrer : Marco Pantani. Le Pirate place une de ses accélérations imparables peu avant le col de Peyresourde qui lui permet d'aller chercher la deuxième place de l'étape et de prendre 23 secondes au groupe Ullrich.
Jan Ullrich récupère le Maillot jaune ; Marco Pantani remonte à la 11e place au général, à 4 min 41 s.

## Classement de l'étape
| \| Classement de l'étape \| Classement de l'étape \| Classement de l'étape \| Classement de l'étape \| Classement de l'étape \| \| Coureur \| Coureur \| Pays \| Équipe \| Temps \| \| --------------------- \| --------------------- \| --------------------- \| ------------------------------- \| --------------------- \| \| 1er \| Rodolfo Massi \| Italie \| Casino \| 5 h 49 min 40 s \| \| 2e \| Marco Pantani \| Italie \| Mercatone Uno-Bianchi \| + 36 s \| \| 3e \| Michael Boogerd \| Pays-Bas \| Rabobank \| + 59 s \| \| 4e \| Bobby Julich \| États-Unis \| Cofidis-Le Crédit par Téléphone \| + 59 s \| \| 5e \| Giuseppe Di Grande \| Italie \| Mapei-Bricobi \| + 59 s \| \| 6e \| José María Jiménez \| Espagne \| Banesto \| + 59 s \| \| 7e \| Fernando Escartín \| Espagne \| Kelme-Costa Blanca \| + 59 s \| \| 8e \| Jan Ullrich \| Allemagne \| Deutsche Telekom \| + 59 s \| \| 9e \| Jean-Cyril Robin \| France \| US Postal Service \| + 59 s \| \| 10e \| Leonardo Piepoli \| Italie \| Saeco-Cannondale \| + 59 s \| |                    |            |                                 |                 |
| |                    |            |                                 |                 |
| |                    |            |                                 |                 |
| Classement de l'étape |                    |            |                                 |                 |
| Coureur | Coureur            | Pays       | Équipe                          | Temps           |
| 1er | Rodolfo Massi      | Italie     | Casino                          | 5 h 49 min 40 s |
| 2e | Marco Pantani      | Italie     | Mercatone Uno-Bianchi           | + 36 s          |
| 3e | Michael Boogerd    | Pays-Bas   | Rabobank                        | + 59 s          |
| 4e | Bobby Julich       | États-Unis | Cofidis-Le Crédit par Téléphone | + 59 s          |
| 5e | Giuseppe Di Grande | Italie     | Mapei-Bricobi                   | + 59 s          |
| 6e | José María Jiménez | Espagne    | Banesto                         | + 59 s          |
| 7e | Fernando Escartín  | Espagne    | Kelme-Costa Blanca              | + 59 s          |
| 8e | Jan Ullrich        | Allemagne  | Deutsche Telekom                | + 59 s          |
| 9e | Jean-Cyril Robin   | France     | US Postal Service               | + 59 s          |
| 10e | Leonardo Piepoli   | Italie     | Saeco-Cannondale                | + 59 s          |

## Classement général
À la suite de cette première étape de montagne, le classement général reprend sa forme à la suite du contre-la-montre de Corrèze. L'Allemand Jan Ullrich (Deutsche Telekom) reprend le maillot jaune de leader au détriment du Français Laurent Desbiens (Cofidis-Le Crédit par Téléphone). Il devance l'Américain Bobby Julich (Cofidis) d'une minute et 18 secondes et le Danois Bo Hamburger (Casino) de deux minutes et dix-sept secondes. ON retrouve ensuite les autres favoris pour le classement général, notamment les deux Français Laurent Jalabert (ONCE) et Luc Leblanc (Polti).
| \| Classement général \| Classement général \| Classement général \| Classement général \| Classement général \| \| Coureur \| Coureur \| Pays \| Équipe \| Temps \| \| ------------------ \| ------------------ \| ------------------ \| ------------------------------- \| ------------------ \| \| 1er \| Jan Ullrich \| Allemagne \| Deutsche Telekom \| 47 h 25 min 18 s \| \| 2e \| Bobby Julich \| États-Unis \| Cofidis-Le Crédit par Téléphone \| + 1 min 18 s \| \| 3e \| Bo Hamburger \| Danemark \| Casino \| + 2 min 17 s \| \| 4e \| Laurent Jalabert \| France \| ONCE \| + 2 min 38 s \| \| 5e \| Luc Leblanc \| France \| Polti \| + 3 min 03 s \| \| 6e \| Abraham Olano \| Espagne \| Banesto \| + 3 min 11 s \| \| 7e \| Michael Boogerd \| Pays-Bas \| Rabobank \| + 3 min 36 s \| \| 8e \| Evgueni Berzin \| Russie \| La Française des jeux \| + 3 min 39 s \| \| 9e \| Stéphane Heulot \| France \| La Française des jeux \| + 3 min 40 s \| \| 10e \| Bjarne Riis \| Danemark \| Deutsche Telekom \| + 3 min 51 s \| |                  |            |                                 |                  |
| |                  |            |                                 |                  |
| |                  |            |                                 |                  |
| Classement général |                  |            |                                 |                  |
| Coureur | Coureur          | Pays       | Équipe                          | Temps            |
| 1er | Jan Ullrich      | Allemagne  | Deutsche Telekom                | 47 h 25 min 18 s |
| 2e | Bobby Julich     | États-Unis | Cofidis-Le Crédit par Téléphone | + 1 min 18 s     |
| 3e | Bo Hamburger     | Danemark   | Casino                          | + 2 min 17 s     |
| 4e | Laurent Jalabert | France     | ONCE                            | + 2 min 38 s     |
| 5e | Luc Leblanc      | France     | Polti                           | + 3 min 03 s     |
| 6e | Abraham Olano    | Espagne    | Banesto                         | + 3 min 11 s     |
| 7e | Michael Boogerd  | Pays-Bas   | Rabobank                        | + 3 min 36 s     |
| 8e | Evgueni Berzin   | Russie     | La Française des jeux           | + 3 min 39 s     |
| 9e | Stéphane Heulot  | France     | La Française des jeux           | + 3 min 40 s     |
| 10e | Bjarne Riis      | Danemark   | Deutsche Telekom                | + 3 min 51 s     |

## Classements annexes
| Classement par points | Classement par points | Classement par points | Classement par points          | Classement par points |
| Coureur               | Coureur               | Pays                  | Équipe                         | Points                |
| --------------------- | --------------------- | --------------------- | ------------------------------ | --------------------- |
| 1er                   | Erik Zabel            | Allemagne             | Deutsche Telekom               | 201 pts               |
| 2e                    | Ján Svorada           | Tchéquie              | Mapei-Bricobi                  | 157 pts               |
| 3e                    | Robbie McEwen         | Australie             | Rabobank                       | 134 pts               |
| 4e                    | Tom Steels            | Belgique              | Mapei-Bricobi                  | 126 pts               |
| 5e                    | Nicola Minali         | Italie                | Riso Scotti-MG Boys Maglificio | 106 pts               |

| Classement par points | Classement par points | Classement par points | Classement par points          | Classement par points |
| Coureur               | Coureur               | Pays                  | Équipe                         | Points                |
| --------------------- | --------------------- | --------------------- | ------------------------------ | --------------------- |
| 1er                   | Erik Zabel            | Allemagne             | Deutsche Telekom               | 201 pts               |
| 2e                    | Ján Svorada           | Tchéquie              | Mapei-Bricobi                  | 157 pts               |
| 3e                    | Robbie McEwen         | Australie             | Rabobank                       | 134 pts               |
| 4e                    | Tom Steels            | Belgique              | Mapei-Bricobi                  | 126 pts               |
| 5e                    | Nicola Minali         | Italie                | Riso Scotti-MG Boys Maglificio | 106 pts               |

| Classement de la montagne | Classement de la montagne | Classement de la montagne | Classement de la montagne       | Classement de la montagne |
| Coureur                   | Coureur                   | Pays                      | Équipe                          | Points                    |
| ------------------------- | ------------------------- | ------------------------- | ------------------------------- | ------------------------- |
| 1er                       | Rodolfo Massi             | Italie                    | Casino                          | 131 pts                   |
| 2e                        | Alberto Elli              | Italie                    | Casino                          | 107 pts                   |
| 3e                        | Cédric Vasseur            | France                    | Gan                             | 104 pts                   |
| 4e                        | Christophe Rinero         | France                    | Cofidis-Le Crédit par Téléphone | 62 pts                    |
| 5e                        | Peter Farazijn            | Belgique                  | Lotto-Mobistar                  | 38 pts                    |

| Classement de la montagne | Classement de la montagne | Classement de la montagne | Classement de la montagne       | Classement de la montagne |
| Coureur                   | Coureur                   | Pays                      | Équipe                          | Points                    |
| ------------------------- | ------------------------- | ------------------------- | ------------------------------- | ------------------------- |
| 1er                       | Rodolfo Massi             | Italie                    | Casino                          | 131 pts                   |
| 2e                        | Alberto Elli              | Italie                    | Casino                          | 107 pts                   |
| 3e                        | Cédric Vasseur            | France                    | Gan                             | 104 pts                   |
| 4e                        | Christophe Rinero         | France                    | Cofidis-Le Crédit par Téléphone | 62 pts                    |
| 5e                        | Peter Farazijn            | Belgique                  | Lotto-Mobistar                  | 38 pts                    |

| Classement du meilleur jeune | Classement du meilleur jeune | Classement du meilleur jeune | Classement du meilleur jeune    | Classement du meilleur jeune |
| Coureur                      | Coureur                      | Pays                         | Équipe                          | Temps                        |
| ---------------------------- | ---------------------------- | ---------------------------- | ------------------------------- | ---------------------------- |
| 1er                          | Jan Ullrich                  | Allemagne                    | Deutsche Telekom                | 47 h 25 min 18 s             |
| 2e                           | Kevin Livingston             | États-Unis                   | Cofidis-Le Crédit par Téléphone | + 5 min 38 s                 |
| 3e                           | Giuseppe Di Grande           | Italie                       | Mapei-Bricobi                   | + 5 min 54 s                 |
| 4e                           | Christophe Rinero            | France                       | Cofidis-Le Crédit par Téléphone | + 6 min 23 s                 |
| 5e                           | Luis Pérez Rodríguez         | Espagne                      | ONCE                            | + 7 min 17 s                 |

| Classement du meilleur jeune | Classement du meilleur jeune | Classement du meilleur jeune | Classement du meilleur jeune    | Classement du meilleur jeune |
| Coureur                      | Coureur                      | Pays                         | Équipe                          | Temps                        |
| ---------------------------- | ---------------------------- | ---------------------------- | ------------------------------- | ---------------------------- |
| 1er                          | Jan Ullrich                  | Allemagne                    | Deutsche Telekom                | 47 h 25 min 18 s             |
| 2e                           | Kevin Livingston             | États-Unis                   | Cofidis-Le Crédit par Téléphone | + 5 min 38 s                 |
| 3e                           | Giuseppe Di Grande           | Italie                       | Mapei-Bricobi                   | + 5 min 54 s                 |
| 4e                           | Christophe Rinero            | France                       | Cofidis-Le Crédit par Téléphone | + 6 min 23 s                 |
| 5e                           | Luis Pérez Rodríguez         | Espagne                      | ONCE                            | + 7 min 17 s                 |

| Classement par équipes | Classement par équipes          | Classement par équipes | Classement par équipes |
| Équipe                 | Équipe                          | Pays                   | Temps                  |
| ---------------------- | ------------------------------- | ---------------------- | ---------------------- |
| 1re                    | Cofidis-Le Crédit par Téléphone | France                 | 142 h 11 min 15 s      |
| 2e                     | Casino                          | France                 | + 10 min 06 s          |
| 3e                     | Banesto                         | Espagne                | + 15 min 23 s          |
| 4e                     | Deutsche Telekom                | Allemagne              | + 15 min 41 s          |
| 5e                     | Polti                           | Italie                 | + 16 min 39 s          |

| Classement par équipes | Classement par équipes          | Classement par équipes | Classement par équipes |
| Équipe                 | Équipe                          | Pays                   | Temps                  |
| ---------------------- | ------------------------------- | ---------------------- | ---------------------- |
| 1re                    | Cofidis-Le Crédit par Téléphone | France                 | 142 h 11 min 15 s      |
| 2e                     | Casino                          | France                 | + 10 min 06 s          |
| 3e                     | Banesto                         | Espagne                | + 15 min 23 s          |
| 4e                     | Deutsche Telekom                | Allemagne              | + 15 min 41 s          |
| 5e                     | Polti                           | Italie                 | + 16 min 39 s          |

## Abandons
Dimitri Konyshev (abandon)
Johan Bruyneel (abandon)
Jaan Kirsipuu (abandon)
Frédéric Moncassin (abandon)
Laurent Roux (abandon)
Gian Matteo Fagnini (abandon)
Mario Scirea (abandon)
Emmanuel Magnien (abandon)
Francesco Casagrande (abandon)
Philippe Gaumont (abandon)
Carlo Marino Bianchi (abandon)
Alexandr Shefer (abandon)
Hernán Buenahora (abandon)
David Garcia Marquina (abandon)
Carlos Alberto Contreras (abandon)
Roberto Caruso (abandon)
Stefano Casagranda (abandon)